# Allodiastylis tenuipes
Allodiastylis tenuipes är en kräftdjursart som beskrevs av Hale 1946. Allodiastylis tenuipes ingår i släktet Allodiastylis och familjen Gynodiastylidae. Inga underarter finns listade i Catalogue of Life.